# Trči, psiću!
Trči, psiću! (eng. Go, Dog. Go!) američka je animirana serija koja je 2021. nastala pod vodstvom Adama Peltzmana. Serija ima 3 sezone i sve skupa 26 epizoda od 24 minuta.

## Glasovi
- Michela Luci - Tag Barker[2]
- Callum Shoniker - Scooch Pooch[2]
- Katie Griffin - Ma Barker[2]
- Martin Roach - Paw Barker[2]
- Tajja Isen - Cheddar Biscuit[2]
- Lyon Smith - Spike Barker / Gilber Barker[2]
- Judy Marshank - Grandma Marge Barker[2]
- Patrick McKenna - Grandpaw Mort Barker[2]
- Linda Ballantyne - Lady Lydia / Sgt Pooch / Mayor Sniffington
- Joshua Graham - Sam Whippet
- Deven Mack - Fetcher
- David Berni - Frank
- Anand Rajaram - Beans

## Vanjske poveznice
- Službena stranica
- Trči, psiću! u internetskoj bazi filmova IMDb-a